# Lotte Meyer
Lotte Meyer (* 22. Februar 1909 in Bremen; † 7. Juni 1991 in Dresden) war eine deutsche Schauspielerin.

## Leben und Wirken
Lotte Meyer entstammte einer Schauspielerfamilie. Ihre Großeltern Johannes und Mathilde Musäus führten im 19. Jahrhundert ein Theaterunternehmen, das in Österreich, Deutschland, Russland und der Schweiz auftrat. Ihre Eltern waren die Schauspieler Alfred Meyer und Fanny, geb. Musäus.
Meyer nahm Schauspielunterricht bei Alice Verden am Staatstheater Dresden. 1928, im Alter von 19 Jahren, gab sie dann ihr Debüt in Chemnitz unter der Leitung von Leopold Jessner als Lucie in der Dreigroschenoper. Danach begann ihre Karriere am Staatstheater Dresden, an dem sie bis 1937 aktiv war. Ab 1945, nach ihrer Hochzeit und der Geburt ihrer zwei Söhne Christoph und Peter Schroth, brachte sie sich aktiv beim Wiederaufbau der Dresdner Schauspielbühnen unter Erich Ponto ein, die während der Dresdner Bombardierung zerstört worden waren und trat auch im neu gegründeten Komödienhaus auf. Ende der 1940er Jahre begab sich Meyer auf lange Wanderschaft, bei der sie in vielen Städten wie Schwerin, Eisenach und Stralsund sowie am Berliner Ensemble engagiert war. Dort arbeitete sie unter Bertolt Brecht. Sie spielte während ihrer Wanderschaft auch am Deutschen Nationaltheater Weimar, dem Theater der Jungen Generation in Dresden sowie am Maxim-Gorki-Theater in Berlin. Während ihrer Reisen spielte sie unter anderem die Ranjewskaja von Anton Tschechow, Frau Alving von Henrik Ibsen und auch Frau Flinz von Helmut Baierl sowie viele Charakterrollen der Theaterliteratur.
Im Jahre 1967 kehrte Meyer zum Staatstheater Dresden zurück. Sie galt als ein geschätztes Mitglied des Dresdner Ensembles. Lotte Meyer prägte die Entwicklung des Dresdner Theaterlebens nachhaltig mit. Auch in Dresden spielte sie große Charakterrollen wie Marthe Rull in Der zerbrochne Krug von Heinrich von Kleist und – als großen Abschluss eines langen Theaterlebens – die Maude in Colin Higgins’ Harold und Maude.
Meyer verstarb am 7. Juni 1991 im Alter von 82 Jahren in Dresden und wurde auf dem Urnenhain Tolkewitz beigesetzt.

## Ehrungen

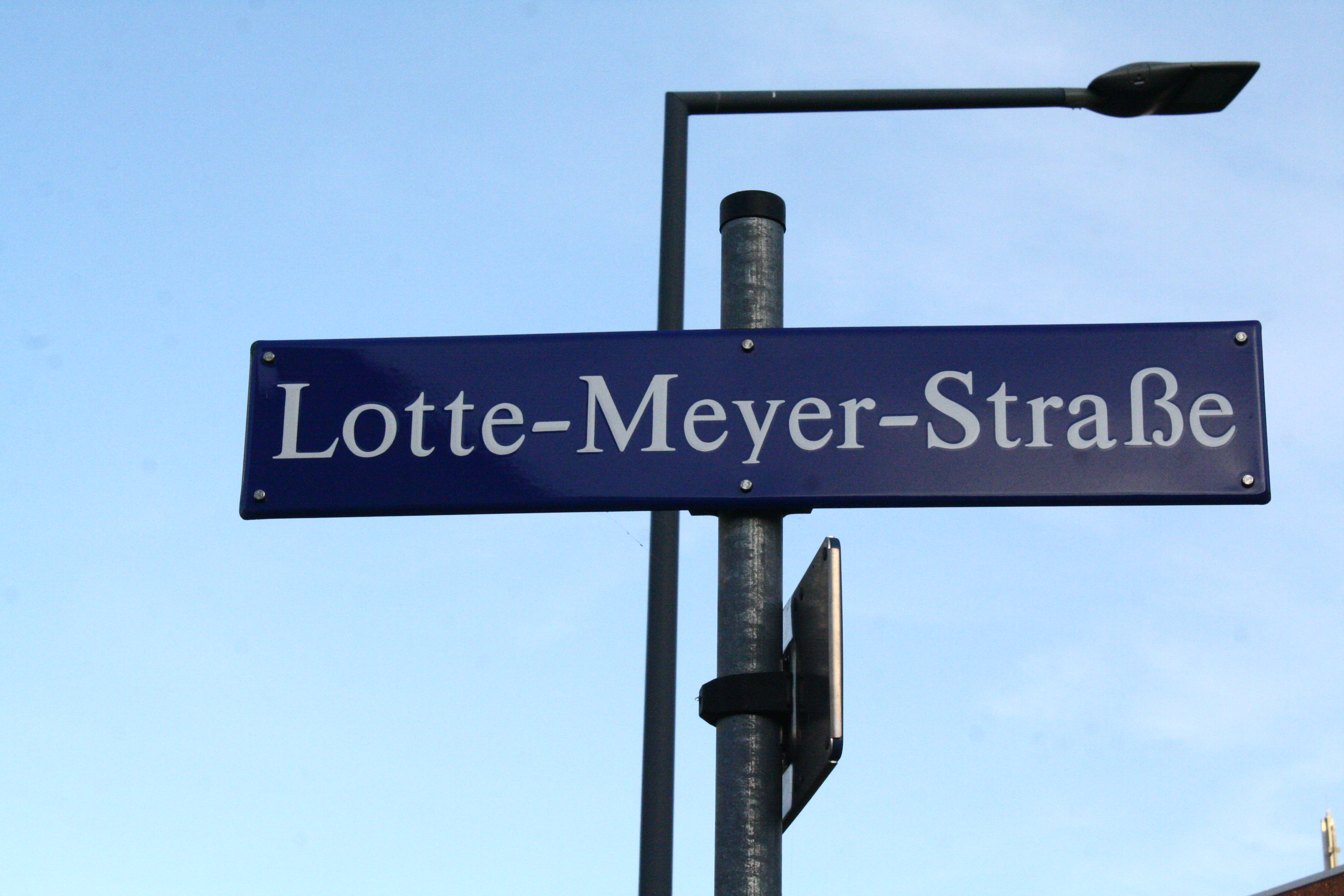
Lotte-Meyer-Straße in Dresden-Omsewitz

Meyer wurde mit der Verdienstmedaille der DDR ausgezeichnet. Im Jahr 1979 bekam sie den Martin-Andersen-Nexö-Kunstpreis der Stadt Dresden für ihr Lebenswerk verliehen.
Im Dresdner Stadtteil Omsewitz wurde 2018 in einer neu errichteten Wohnsiedlung eine Straße nach Lotte Meyer benannt.

## Filmografie
- 1955: Einmal ist keinmal
- 1955: Star mit fremden Federn
- 1965: Seine Kinder (TV)
- 1965: Episoden vom Glück (TV)
- 1979: Jeder singt auf seine Weise (Sprechrolle)
- 1989: Die gestundete Zeit (TV)
- 1990: Kein Wort von Einsamkeit (TV)
- 1992: Das alte Lied

## Theater
- 1951: Bertolt Brecht: Die Mutter – Regie: Unbekannt (Eisenach)
- 1955: William Shakespeare: Die Komödie der Irrungen (Aemilia, Frau des Aegon und Äbtissin von Ephesus) – Regie: Hans Dieter Mäde (Städtische Bühnen Erfurt)
- 1955: Juri Burjakowski: Julius Fučík (Maria Jelinek) – Regie: Hans Dieter Mäde (Städtische Bühnen Erfurt)
- 1956: Bertolt Brecht: Der kaukasische Kreidekreis (Bittstellerin und Mütterchen Grusinien) – Regie: Eugen Schaub (Städtische Bühnen Erfurt)
- 1956: Gabriela Zapolska: Die Moral der Frau Dulski (Mieterin im Haus der Frau Dulska) – Regie: Wolf Goette (Städtische Bühnen Erfurt)
- 1956: Wolfgang Martin Schede: Goldmarie und Pechmarie (Frau Holle) – Regie: Eugen Schaub (Städtische Bühnen Erfurt)
- 1956: Oscar Wilde: Keine Hochzeit ohne Ernst (Lady Bracknell) – Regie: Arno Wolf (Städtische Bühnen Erfurt)
- 1957: Nordahl Grieg: Die Niederlage (Felicités Mutter) – Regie: Georg Leopold (Städtische Bühnen Erfurt)
- 1964: Claus Hammel: Frau Jenny Treibel (Frau von Bomst) – Regie: Horst Schönemann (Maxim-Gorki-Theater Berlin)
- 1964: Claus Hammel: Um neun an der Achterbahn (Adoptivmutter) – Regie: Horst Schönemann (Maxim-Gorki-Theater Berlin)
- 1964: Manfred Bieler: Nachtwache (Genossenschaftsköchin) – Regie: Hans-Joachim Martens (Volksbühne Berlin – Theater im III. Stock)
- 1968: Jurij Brězan: Mannesjahre (Witwe Nakonz) – Regie: Hans Dieter Mäde / Helfried Schöbel (Staatstheater Dresden)
- 1971: Lillian Hellman: Herbstgarten – Regie: Hans Dieter Mäde (Staatstheater Dresden)
- 1971: Maxim Gorki: Die Kleinbürger (Frau Bessemjonowitsch) – Regie: Hans Dieter Mäde (Staatstheater Dresden)